# Tāzeh-ye Soflá
Tāzeh-ye Soflá (persiska: Tāzeh Kand-e Soflá, تازه سفلی) är en ort i Iran.   Den ligger i provinsen Östazarbaijan, i den nordvästra delen av landet, 500 km väster om huvudstaden Teheran. Tāzeh-ye Soflá ligger 1 504 meter över havet och antalet invånare är 397.
Terrängen runt Tāzeh-ye Soflá är kuperad åt sydost, men åt nordväst är den platt. Runt Tāzeh-ye Soflá är det ganska tätbefolkat, med 155 invånare per kvadratkilometer. Närmaste större samhälle är Marāgheh, 7,8 km nordväst om Tāzeh-ye Soflá. Trakten runt Tāzeh-ye Soflá består i huvudsak av gräsmarker.